# Liste der Baudenkmäler in Zorneding

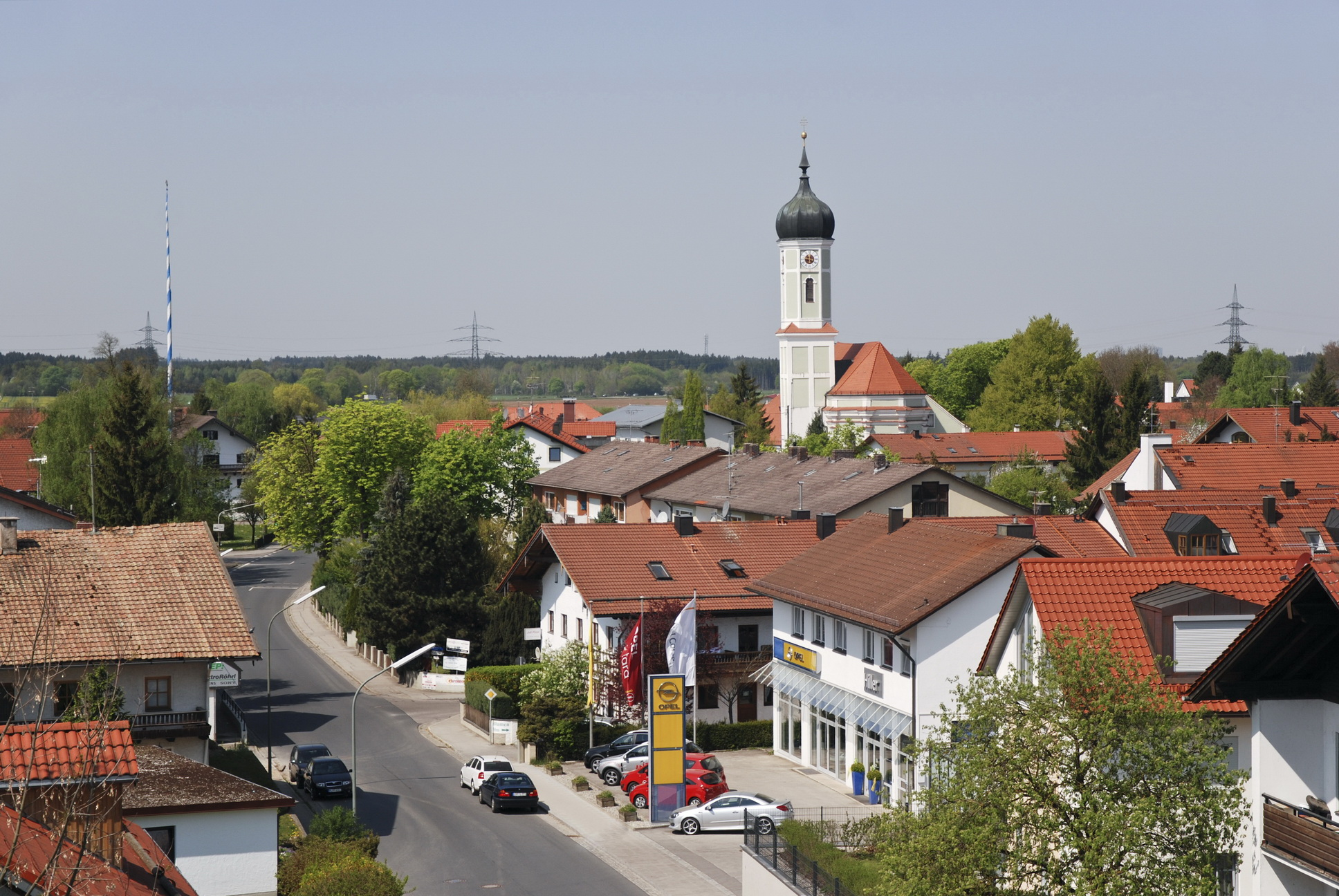
Blick auf Zorneding

Auf dieser Seite sind die Baudenkmäler in der oberbayerischen Gemeinde Zorneding zusammengestellt. Diese Tabelle ist eine Teilliste der Liste der Baudenkmäler in Bayern. Grundlage ist die Bayerische Denkmalliste, die auf Basis des Bayerischen Denkmalschutzgesetzes vom 1. Oktober 1973 erstmals erstellt wurde und seither durch das Bayerische Landesamt für Denkmalpflege geführt wird. Die folgenden Angaben ersetzen nicht die rechtsverbindliche Auskunft der Denkmalschutzbehörde.

## Baudenkmäler nach Gemeindeteilen

### Zorneding
| Lage                                  | Objekt                                                                     | Beschreibung | Akten-Nr.     | Bild                  |
| ------------------------------------- | -------------------------------------------------------------------------- | --- | ------------- | --------------------- |
| An der Flur (Standort)                | Kapelle St. Antonius                                                       | Kleiner barocker Einraum mit dreiseitigem Schluss und Dachreiter mit Zwiebelhaube, 1683; mit Ausstattung. | D-1-75-139-1  | weitere Bilder        |
| Anton-Grandauer-Straße (Standort)     | Kriegerdenkmal                                                             | Figurengruppe auf hohem Postament mit Ruhebank, bezeichnet mit „1923“. | D-1-75-139-3  | weitere Bilder        |
| Anton-Grandauer-Straße 5 (Standort)   | Katholische Pfarrkirche St. Martin                                         | barocker Saalbau mit eingezogenem Polygonalchor, angefügter Sakristei und südlichem Chorwinkelturm mit Zwiebelhaube, von Thomas Mayr, 1719/21, Turmuntergeschoss von Vorgängerbau; mit Ausstattung; Friedhofskapelle, kleiner Putzbau mit dreiseitigem Schluss und Pilastergliederung, nach 1855 erneuert; mit Ausstattung; Friedhofsummauerung, 18./19. Jahrhundert. | D-1-75-139-2  | weitere Bilder        |
| Anton-Grandauer-Straße 9 (Standort)   | Ehemalige Posthalterei, jetzt Gasthof Post                                 | Zweigeschossiger Putzbau mit zweigeschossigem Steherker und Halbwalmdach, im Kern 1711, Wiederaufbau bezeichnet mit „1803“. | D-1-75-139-4  | weitere Bilder        |
| Anton-Grandauer-Straße 11 (Standort)  | Ehemaliges Nebengebäude des Gasthofs                                       | Zweigeschossiger Putzbau mit Halbwalmdach, um 1800. | D-1-75-139-5  | weitere Bilder        |
| Bucher Straße (Standort)              | Denkmal für König Ludwig II. und die Kriegsgefallenen von 1866 und 1870/71 | Bronzebüste auf hohem klassizistischen Sockel mit arma militari und Einfriedung, bezeichnet mit „1903“, Büste rekonstruiert. | D-1-75-139-17 | weitere Bilder        |
| Bucher Straße (Standort)              | Wegkapelle St. Marien, sogenannte Neuwirtskapelle                          | Offene neuromanische Nischenkapelle mit Vorbau und Lourdesgrotte, von Sebastian Fässler, 1887; mit Ausstattung. | D-1-75-139-8  | weitere Bilder        |
| Bucher Straße 22 (Standort)           | Wohnhaus                                                                   | Erdgeschossiger Putzbau mit Mansardwalmdach im Stil des Biedermeier, um 1820/30. | D-1-75-139-7  | weitere Bilder        |
| Ingelsberger Weg 2 (Standort)         | Pfarrhaus                                                                  | Kubischer zweigeschossiger Putzbau mit Walmdach, 1802. | D-1-75-139-9  | weitere Bilder        |
| Münchner Straße 11 (Standort)         | Ehemaliger Bauernhof                                                       | Zweigeschossige Einfirstanlage mit flachem Satteldach, Putzgliederung und Lauben am Giebel und traufseitig, gewölbte Fensterscheiben, bezeichnet mit „1862“. | D-1-75-139-10 | weitere Bilder        |
| Schmiedweg (Standort)                 | Denkmal zur Erinnerung an die Einrichtung der Zornedinger Wasserleitung    | Obelisk auf Brunnen, Sandstein, bezeichnet mit „1893“. | D-1-75-139-18 | weitere Bilder        |
| Wasserburger Landstraße 18 (Standort) | Ehemaliger Bauernhof                                                       | Zweigeschossige Einfirstanlage mit flachem Satteldach, verputztem Wohnteil mit profilierten Balkenköpfen und traufseitiger Laube, Wirtschaftsteil mit Bundwerk, um 1840. | D-1-75-139-15 | Ehemaliger Bauernhof  |
| Wasserburger Landstraße 25 (Standort) | Ehemaliges Bauernhaus                                                      | Kleine zweigeschossige Einfirstanlage mit flachem Satteldach, traufseitiger Laube und verbrettertem Wirtschaftsteil, 18. Jahrhundert. | D-1-75-139-16 | Ehemaliges Bauernhaus |

### Ingelsberg
| Lage                     | Objekt      | Beschreibung | Akten-Nr.     | Bild           |
| ------------------------ | ----------- | --- | ------------- | -------------- |
| In Ingelsberg (Standort) | Ortskapelle | Neugotischer verputzter Einraum mit stark eingezogenem Polygonalschluss und Dachreiter, 1864/65; mit Ausstattung. | D-1-75-139-19 | weitere Bilder |

### Pöring
| Lage                                        | Objekt                                       | Beschreibung | Akten-Nr.     | Bild                                         |
| ------------------------------------------- | -------------------------------------------- | --- | ------------- | -------------------------------------------- |
| Burgstraße (Standort)                       | Stadel                                       | Eingeschossig mit massivem Sockel, Bundwerk und flachem Satteldach, nach 1855.                                                                                       | D-1-75-139-22 | weitere Bilder                               |
| Burgstraße 28 (Standort)                    | Katholische Filialkirche St. Georg           | Hoher barocker Saalbau mit eingezogener Apsis, angefügter zweigeschossiger Sakristei und Westturm mit Zwiebelhaube, Neubau 1696, Turm bereits 1678; mit Ausstattung. | D-1-75-139-20 | weitere Bilder                               |
| Zornedinger Feld, an der St 2081 (Standort) | Bildstock zur Erinnerung an die Arrondierung | In neubarocken Formen, aus Tuffstein, bezeichnet mit „1888“; Wegkreuz, neugotisch mit gusseisernem Korpus und Holzkreuz, um 1900.                                    | D-1-75-139-26 | Bildstock zur Erinnerung an die Arrondierung |

### Wolfesing
| Lage                    | Objekt      | Beschreibung | Akten-Nr.     | Bild           |
| ----------------------- | ----------- | --- | ------------- | -------------- |
| Wolfesing 16 (Standort) | Feldkapelle | Kleiner verputzter Saalbau mit eingezogener Apsis und massivem Dachreiter mit welscher Haube, zweite Hälfte 19. Jahrhundert; mit Ausstattung. | D-1-75-139-24 | weitere Bilder |

## Ehemalige Baudenkmäler
In diesem Abschnitt sind Objekte aufgeführt, die früher einmal in der Denkmalliste eingetragen waren, jetzt aber nicht mehr. Objekte, die in anderem Zusammenhang also z. B. als Teil eines Baudenkmals weiter eingetragen sind, sollen hier nicht aufgeführt werden. Aktennummern in diesem Abschnitt sind ehemalige, jetzt nicht mehr gültige Aktennummern.

| Lage                                                      | Objekt                | Beschreibung | Akten-Nr.     | Bild                  |
| --------------------------------------------------------- | --------------------- | --- | ------------- | --------------------- |
| Zorneding Wasserburger Landstraße 1 (Standort)            | Ehemaliges Bauernhaus | Zweigeschossige verputzte Einfirstanlage mit flachem Satteldach, traufseitiger Laube, und Bundwerk am Wirtschaftsteil, um 1820/30. | D-1-75-139-13 | Ehemaliges Bauernhaus |
| Zorneding an der Straße von Möschenfeld nach Zorneding () | Steinkreuz            | Tuffstein. | D-1-75-139-25 |                       |
| Pöring Am Hang 1 (Standort)                               | Ehemaliges Bauernhaus | Mit Bundwerkteilen, Mitte 19. Jahrhundert.                                                                                         | D-1-75-139-21 | Ehemaliges Bauernhaus |
| Wolfesing Wolfesing 12 (Standort)                         | Bauernhof             | Zweigeschossige Einfirstanlage mit flachem Satteldach, verputztem Wohnteil und Bundwerk am Wirtschaftsteil, um 1830/50.            | D-1-75-139-23 | Bauernhof             |

## Abgegangene Baudenkmäler
In diesem Abschnitt sind Objekte aufgeführt, die früher einmal in der Denkmalliste eingetragen waren, jetzt aber nicht mehr existieren, z. B. weil sie abgebrochen wurden. Aktennummern in diesem Abschnitt sind ehemalige, jetzt nicht mehr gültige Aktennummern.

| Lage                                    | Objekt               | Beschreibung | Akten-Nr.     | Bild                 |
| --------------------------------------- | -------------------- | --- | ------------- | -------------------- |
| Zorneding Münchner Straße 36 (Standort) | Ehemaliger Bauernhof | Verputzter Backsteinbau mit flachem Satteldach, profilierten Balkenköpfen und halbrunden Speicheröffnungen, Wirtschaftsteil zum Teil mit Bundwerk, um 1830/40. 2020 abgerissen. | D-1-75-139-12 | Ehemaliger Bauernhof |